# Issoria sheljuzhkoi
Issoria sheljuzhkoi är en fjärilsart som beskrevs av Hermann Stauder 1923. Issoria sheljuzhkoi ingår i släktet Issoria och familjen praktfjärilar. Inga underarter finns listade i Catalogue of Life.